# Rancho Mirage Challenger 2000
Il Rancho Mirage Challenger 2000 è stato un torneo di tennis facente parte della categoria ATP Challenger Series nell'ambito dell'ATP Challenger Series 2000. Il torneo si è giocato a Rancho Mirage negli Stati Uniti dal 13 al 19 novembre 2000 su campi in cemento.

## Vincitori

### Singolare
James Blake ha battuto in finale  Cecil Mammit con il punteggio di 3–6, 6–4, 6–2

### Doppio
Mark Merklein /  Mitch Sprengelmeyer hanno battuto in finale  Bob Bryan /  Mike Bryan con il punteggio di 6–4, 3–6, 7–6(3)